# Antropologia criminale
L'antropologia criminale è una disciplina dell'antropologia che si concentra sul comportamento criminale umano, cercando di spiegarlo e comprenderlo. Si tratta di un campo di profili di reato che basa la sua ricerca sull'osservazione del rapporto tra la natura del reato commesso e l'autore.
L'iniziazione di questa disciplina in Italia viene attribuita a Cesare Lombroso, il quale la applicò anche allo studio del brigantaggio postunitario italiano. Nel museo di Antropologia Criminale “Cesare Lombroso” dell'Università di Torino sono conservati ancora oggi i resti e i crani di molti criminali comuni che costituivano i soggetti della ricerca antropologica lombrosiana. L'antropologia criminale lombrosiana, che aveva come fondamenta la frenologia e la fisiognomica, è ritenuta al giorno d'oggi una pseudoscienza.